# PKP-Baureihe E91
Die Baureihe E91 waren dreiteilige elektrische Triebzüge der Polnischen Staatsbahnen (PKP). Sie waren ursprünglich für die Modernisierung des Nahverkehrs im Ballungsraum Warschau gedacht und gebaut und wurden dort vor dem Zweiten Weltkrieg eingesetzt.
Nach dem Krieg wurden einige Exemplare bei polnischen Firmen reaktiviert und erhielten vorerst die Bezeichnung E51 mit den alten Ordnungsnummern, später EW51. Einige Fahrzeuge wurden im VEB Waggonbau Görlitz instand gesetzt, diese Fahrzeuge erhielten die Bezeichnungen E52, später EW52. Die Fahrzeuge waren bis in die 1970er Jahre eingesetzt und wurden bis 1979 ausgemustert.
Der EW51-36, das letzte erhaltene Exemplar, wurde dem Eisenbahnmuseum Warschau geschenkt. Das Fahrzeug wurde 2018 konserviert und aufgearbeitet. Nach erfolgreicher Konservierung bei ZNTK Minsk Mazowiecki wurde das Fahrzeug Anfang März 2021 wieder im Eisenbahnmuseum Warschau aufgestellt.

## Geschichte

### Vorkriegsgeschichte
Im Zusammenhang mit der Elektrifizierung des Eisenbahnknotens Warschau wurde 1933 mit britischen Firmen ein Vertrag zur Lieferung elektrischer Ausrüstungen für die entsprechenden Fahrzeuge geschlossen. Bei Lilpop, Rau i Loewenstein wurde ein Prototypwagen gebaut und mit der elektrischen Ausrüstung aus Großbritannien komplettiert. Die Montage erfolgte mit Hilfe englischer Spezialisten. Die erste Einheit wurde im Juli 1936 in Betrieb genommen, die erste Fahrt fand auf der Strecke Pruszków – Warschau – Otwock statt.
Die weiteren Fahrzeuge wurden bei Lilpop, Rau i Loewenstein montiert, nachdem die mechanische Ausrüstung von Fabryka Wagon Sanok sowie Cegielski geliefert wurde. Bis Ende 1937 wurden 60 Fahrzeuge an die PKP ausgeliefert. Weitere 16 Fahrzeuge kam bis Ende 1939 dazu.
Sie waren mit PKP-Baureihenkennzeichnung ECmx versehen, wobei E = elektrisches Fahrzeug, C = 2. Klasse, m = Motorwagen mit Stromabnehmer, x = vierachsiges Fahrzeug bedeutet. Die Triebköpfe erhielten die Bezeichnung E91 001–076; die Beiwagen mit der Baureihenkennzeichnung EBCbdxx und die Steuerwagen mit der Baureihenkennzeichnung EBCbdsxx wurden als E92 001–076 bezeichnet.
Während des Krieges wurden zehn Triebköpfe zu Elektrolokomotiven umgebaut und für Züge durch den Stadttunnel in Warschau verwendet. Einige Fenster dieser Lokomotive wurden mit Blech verschlossen, außerdem erhielten sie zusätzlichen Ballast durch Betonplatten.

### Nachkriegsgeschichte
Wie viele Fahrzeuge den Zweiten Weltkrieg überstanden, ist nicht bekannt. Die nach dem Krieg in Polen umgebaute Fahrzeuge erhielten die Bezeichnung E51 und ab 1959 EW51 mit den alten Ordnungsnummern. Einige Fahrzeuge wurden beim VEB Waggonbau Görlitz umgebaut. Diese wurden als E52 und ab 1959 als EW 52 mit den alten Ordnungsnummern bezeichnet.

#### Baureihe EW51
26 Exemplare wurden in polnischen Werkstätten in den 1940er und 1950er Jahren aufgearbeitet. Diese waren bis in die 1970er Jahre auf der Stadtbahn in Warschau im Einsatz und wurden zwischen 1970 und 1979 ausgemustert.
Der EW51-36 wurde dem Eisenbahnmuseum Warschau übergeben und stand dort bis 2014. Nach einer gründlichen Aufarbeitung bei ZNTK Minsk Mazowiecki von 2018 bis 2021 ist er seit Anfang März 2021 wieder im Eisenbahnmuseum Warschau ausgestellt.

#### Baureihe EW52
Zehn Fahrzeuge wurden nach dem Krieg beim VEB Waggonbau Görlitz aufgearbeitet. Auf Grund des Mangels an Jakobs-Drehgestellen bekamen diese Wagen zusätzliche Einzelgestelle, was zu einer Massenzunahme und dadurch zu einer Verringerung der Geschwindigkeit sowie der Anfahrbeschleunigung der Fahrzeuge führte. Außerdem wurden die Fahrzeuge erheblich modifiziert. Diese waren ebenfalls bis in die 1970er Jahre im Dienst. Kein einziges Fahrzeug ist erhalten geblieben.

## Technische Beschreibung
Der Triebwagenzug besteht aus drei Wagen, die miteinander fest verbunden und nur in der Werkstatt getrennt werden können, einem Triebwagen, einem Beiwagen und einem Steuerwagen. Beiwagen und Steuerwagen sind mit einem Jakobs-Drehgestell verbunden. Der gesamte Zug besitzt somit fünf zweiachsige Drehgestelle: zwei Antriebs-Drehgestelle unter dem Triebkopf und drei Lauf-Drehgestelle unter Bei- und Steuerwagen. Alle Achsen und Drehgestelle sind doppelt gefedert. Motor- und Steuerwagen besitzen an ihrem äußeren Ende je einen Führerstand. Diese sind mit einer Scharfenbergkupplung ausgestattet. Über eine Mehrfachsteuerung war die Steuerung von insgesamt drei Einheiten von einem Führerstand aus möglich.
Der Wagenkasten besteht aus einer Spantenbauart und ist teilweise genietet, teilweise geschweißt ausgeführt. Die Antriebsdrehgestelle führen die Antriebsräder mit einseitigem Tatzlagerantrieb. Die Antriebsräder wurden geradverzahnt ausgeführt, was zu dem charakteristischen Heulen der Triebzüge führte. Innen sind sie mit furnierten Brettern und Farbtönen ausgekleidet. Die Türen waren zentral pneumatisch schließbar. Die Sitze bestanden aus schmalen Holzstäben mit bequemer Profilierung, jedoch ohne Kopfstützen.
Im vorderen Teil des Motorwagens befindet sich die Hochspannungssteuerung in einem Abteil hinter dem Führerstand. Der Wagen besaß eine Hochspannungssteuerung mit 3 kV Gleichspannung für die Fahrzeugsteuerung und eine Niederspannungssteuerung 110 V zur Steuerung der Nebentriebe. Der Strom konnte über zwei Stromabnehmer auf dem Dach des Motorwagens abgenommen werden.
Der Triebwagen besaß eine elektrische Heizung mit einer Ansteuerung 3 kV =. Über die Hilfsspannung 110 V = konnte auch die Batterie des Fahrzeuges gespeist werden. Neben dem Spannungs-Abteil und dem Fahrgastabteil besaß der Motorwagen ein Post- sowie ein Gepäckabteil.